# Rindu Hati (Gumay Ulu)
Rindu Hati is een bestuurslaag in het regentschap Lahat van de provincie Zuid-Sumatra, Indonesië. Rindu Hati telt 1211 inwoners (volkstelling 2010).